# Taboão da Serra
Taboão da Serra är en stad och kommun i Brasilien och ligger i delstaten São Paulo. Kommunen ingår i São Paulos storstadsområde och hade år 2014 cirka 268 000 invånare. Taboão da Serra fick kommunrättigheter 1959, från att tidigare tillhört Itapecerica da Serra.